# 秋田商工会議所

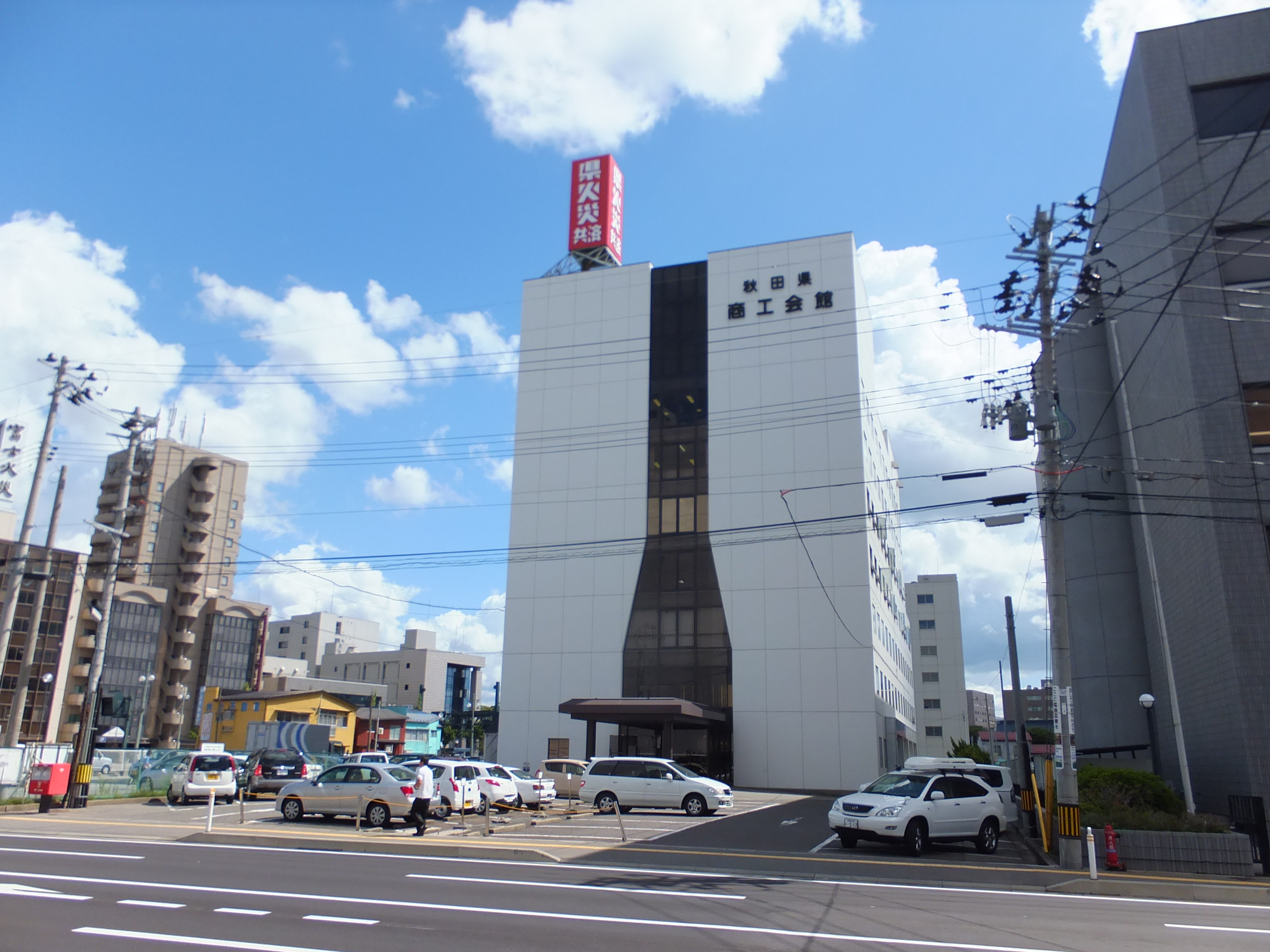
秋田商工会議所が入る秋田県商工会館

秋田商工会議所（あきたしょうこうかいぎしょ、略称：秋商）は、主に秋田市内に事業所をおく企業・団体で運営されている商工会議所。
中小企業を中心とした約５千社が加盟している。

## 概要
- 秋田県秋田市旭北錦町1-47
- 現会頭は秋田いすゞ自動車代表取締役社長の辻良之。
- 現青年部会長はRBadvance社長の杉本公彦。

## 関連団体
- 秋田商工会議所青年部